# Saint-Nicolas (Belgio)
Saint-Nicolas (in vallone Sint-Nicolêye) è un comune del Belgio facente parte della Comunità francofona del Belgio, situato nella Regione Vallonia, nella provincia di Liegi.
La cittadina deve il suo nome alla chiesa dedicata a San Nicola che fu qui costruita nel 1147, ma dopo l'annessione alla Francia del Principato di Liegi nel 1801 la chiesa cadde in disuso e fu adibita a granaio, per poi essere demolita nel 1906.